# Lo Sam Zayin
Lo Sam Zayin é um filme de drama israelita de 1987 dirigido e escrito por Shmuel Imberman. Foi selecionado como representante de Israel à edição do Oscar 1988, organizada pela Academia de Artes e Ciências Cinematográficas.

## Elenco
- Ika Zohar - Raffi
- Anat Waxman - Nira
- Shmuel Vilozni - Eli
- Shlomo Tarshish - Amnon
- Liora Grossman - Maya
- Dror Amit
- Miri Ben Barouch
- Udi Ben-Moshe
- Dudu Ben-Zeev
- Yosef El-Dor
- Yehudit Geva
- Israel Gruber
- Miki Kazula
- Gita Lavi
- Moshe Matalon